# Anabazenops dorsalis
El ticotico carioscuro (Anabazenops dorsalis), también denominado hojarasquero cejón (en Colombia), rascahojas crestada (en Ecuador), trepamusgo copetón u hoja-rasquero de mejilla oscura (en Perú), es una especie de ave paseriforme de la familia Furnariidae. Es nativo de los contrafuertes orientales de los Andes y de la cuenca amazónica occidental del noroeste de Sudamérica. 

## Distribución y hábitat
se distribuye desde el sur de Colombia (hacia el sur desde el oeste de Caquetá) hacia el sur, por el este de Ecuador, este de Perú y a través del extremo occidental de la Amazonia brasileña hasta el norte de Bolivia (norte de La Paz), también localmente en el sur de la Amazonia en Brasil (Acre, Rondônia, norte de Mato Grosso).
Esta especie es considerada poco común y local en su hábitat natural, el sotobosque y los bordes de las selvas húmedas de la Amazonia occidental y del piedemonte oriental de los Andes, principalmente entre los 200 y 1300 m de altitud, casi invariablemente en concentraciones de bambú, aunque en Ecuador es encontrada en cañaverales de Gynerium.

## Descripción
Mide 19 cm de longitud y pesa entre 34 y 44 g. El plumaje de las partes superiores es de color castaño con la cola rojiza; presenta un superciliar delgado amarillento y mejillas oscuras; la garganta es de color crema; las partes inferiores son grisáceas.

## Sistemática

### Descripción original
La especie A. dorsalis fue descrita por primera vez por los zoólogos británicos Philip Lutley Sclater y Osbert Salvin en 1880 bajo el nombre científico Automolus dorsalis; su localidad tipo es: «Sarayacu, Pastaza, Ecuador».

### Etimología
El nombre genérico masculino «Anabazenops» es una combinación de los géneros Anabates y Zenops = Xenops; y el nombre de la especie «dorsalis», proviene del latín «dorsualis»: dorsal, relativo a la espalda.

### Taxonomía
Es monotípica. Anteriormente estuvo colocada en el género Automolus, pero la estructura del nido, la vocalización, el hábitat, la morfometría y los patrones de plumaje de los adultos y los juveniles, sugieren fuertemente que esta especie es hermana de  Anabazenops fuscus; el tratamiento actual es soportado por datos genéticos.